# Antepione costinotata
Antepione costinotata är en fjärilsart som beskrevs av Taylor 1912. Antepione costinotata ingår i släktet Antepione och familjen mätare. Inga underarter finns listade i Catalogue of Life.